# Gerald
Gerald ist ein männlicher Vorname germanischer Herkunft. Die weibliche Form lautet Geraldine.

## Herkunft und Bedeutung
Bei Gerald handelt es sich um eine – eventuell romanisch beeinflusste – Variante des Namens Gerold. Der ursprünglich als Gerwald anzusetzende Name ist aus althochdeutsch bzw. altsächsisch ger „Speer“ (von protogermanisch *gaizaz; vgl. den skandinavischen Name Geir) und ahd. waltan bzw. altsächsisch waldan „walten, herrschen“ zusammengesetzt. Seine Bedeutung lässt sich demnach als „der mit dem Speer waltende“ ansetzen.
Es wird angenommen, dass der Personenname durch die Normannen auf die britischen Inseln gelangte, wo er sich vor allem in Irland bleibender Popularität erfreuen konnte. In Deutschland und vor allem in Süddeutschland war der Name während des Mittelalters als Heiligenname allgemein verbreitet und hat sich bis in die Neuzeit erhalten. Die Kurzform von Gerald – und anderer Namen mit Ger- als erstem Glied – lautet Gerry.

## Varianten
- Deutsch: Gerold
- Französisch: Gérald, Géraud
- Italienisch: Geraldo (als Familienname eher Giraldi)
- Lateinisch: Geraldus, Giraldus oder Gyraldus
- Polnisch: Gierałd
- Portugiesisch: Geraldo (als Familienname auch Geraldes)
- Spanisch: Giraldo (als Familienname auch Geraldes)

Als Kurzformen sind Gerry (deutsch und englisch) sowie Jerry (englische Kurzform) geläufig. Ein in patronymischer Bildung von Gerald abgeleiteter Familienname ist das irische Fitzgerald.

## Namenstage
- 13. März: Gerald von Mayo (* um 642; † 13. März 732)
- 13. Oktober: Gerald von Aurillac (* um 855; † 13. Oktober 909)
- 5. Dezember: Gerald von Braga († 5. Dezember 1109)
- 7. Dezember: Gerald von Ostia († 7. Dezember 1077)

## Namensträger
- Gerald of Windsor († zwischen 1116 und 1136), anglonormannischer Adliger und Soldat
- Gerald von Lausanne († 1239), Abt von Molesme und von Cluny, Patriarch von Jerusalem, siehe Gerold von Jerusalem
- Gerald Adams (≈1925–2018), US-amerikanischer Jazzmusiker
- Gerald Asamoah (* 1978), deutscher Fußballspieler
- Gerald Binke (1955–1994), deutscher Balletttänzer
- Gerald Chamberlain (≈1942–2007), US-amerikanischer Jazzmusiker
- Gerald Ciolek (* 1986), deutscher Radrennfahrer
- Gerald Cook (1920/21–2006), US-amerikanischer Jazz- und Bluespianist
- Gerald FitzGerald, 8. Earl of Kildare (genannt the Great Earl, auch Gerait Mor; um 1456–1513), irischer Adliger
- Gerald FitzGerald, 9. Earl of Kildare (genannt the Young, auch Gearóid Óg; 1487–1534), irischer Adliger
- Gerald FitzGerald, 8. Duke of Leinster (Marquess of Kildare; 1914–2004), irischer Adliger und Politiker
- Gerald Ford (1913–2006), US-amerikanischer Politiker, Präsident 1974 bis 1977
- Gerald Götting (1923–2015), deutscher Politiker
- Gerald Green (1922–2006), US-amerikanischer Schriftsteller
- Gerald Green (* 1986), US-amerikanischer Basketballspieler
- Gerald Grosvenor, 4. Duke of Westminster (1907–1967), britischer Aristokrat und Soldat
- Gerald Grosvenor, 6. Duke of Westminster (1951–2016), britischer Adliger und Großgrundbesitzer
- Gerald Grosz (* 1977), ehemaliger österreichischer Politiker
- Gerald Hambitzer (* 1957), deutscher Musiker
- Gerald Hertneck (* 1963), deutscher Schachspieler
- Gerald Hüther (* 1951), deutscher Neurobiologe
- Gerald Kramer (* 1936), US-amerikanischer American-Football-Spieler
- Gerald Kronberger (* 1975), österreichischer Jurist und Bezirkshauptmann
- Gerald Anderson „Jerry“ Lawson (1940–2011), US-amerikanischer Computerspielepionier
- Gerald Moers (* 1967), deutscher Ägyptologe, Koptologe und Hochschullehrer
- Gerald Mohr (1914–1968), US-amerikanischer Radiosprecher und Schauspieler
- Gerald Moore (1899–1987), britischer Pianist
- Gerald Murnane (* 1939), australischer Schriftsteller
- Gerald Näscher (* 1965), liechtensteinischer Skirennläufer und Freestyle-Skier
- Gerald Schaale (* 1955), deutscher Schauspieler und Synchronsprecher
- Gerald Schöpfer (* 1944), österreichischer Wirtschaftshistoriker und Politiker
- Gerald Söder (* um 1940), deutscher Radsportler
- Gerald Spindler (1960–2023), deutscher Rechtsgelehrter
- Gerald Spring Rice (1926–2013), britischer Peer und Politiker
- Gerald Stern (1925–2022), US-amerikanischer Lyriker
- Gerald J. Tubbs (1935–2012), US-amerikanischer American-Football-Spieler und -Trainer
- Gerald Valentine (1914–1983), US-amerikanischer Jazzposaunist und Arrangeur, siehe Jerry Valentine
- Gerald Weiß (1945–2022), deutscher Politiker (CDU)
- Gerald Weiß (1960–2018), deutscher Leichtathlet
- Gerald Wiggins (1922–2008), US-amerikanischer Jazzpianist
- Gerald Wilson (1906–1945), kanadischer Segler
- Gerald Wilson (1918–2014), US-amerikanischer Jazzmusiker
- Gerald Wolf (* 1943), deutscher Neurobiologe
- Gerald Wolf (* 1959/1960), deutscher Diplomat
- Gerald Zschorsch (* 1951), deutscher Schriftsteller
- Gerald Zugmann (* 1938), österreichischer Fotograf